# Temporada da Stock Car Brasil de 2025
A Stock Car Pro Series de 2025 é a 47ª temporada da Stock Car Brasil, a principal categoria de turismo sul-americana, e a quinta temporada sob o nome Stock Car Pro Series. A temporada começou em 4 de maio no Circuito de Interlagos, em São Paulo, e está marcada para terminar no mesmo local em 14 de dezembro.
Para esta temporada, a Pro Series conta com uma nova geração de carros que substituirá o antigo JL G-09 (ou Sedans), como a mudança para uma fórmula baseada em SUV Crossover,  com os motores V8 passando para um motor turboalimentado de quatro cilindros em linha, com cerca de 200 kg mais leve com 500 hp, um novo pacote aerodinâmico com a carroceria baseada em SUV, um sistema DRS, um novo chassi tubular feito pela Arcelor Mittal, um novo sistema eletrônico da empresa FuelTech e um pacote de conexão de internet 5G. O novo chassi recebeu o nome de Audacetech SNG01.
Com foco nas vendas de veículos de passeio no Brasil, os utilitários esportivos Chevrolet Tracker e Toyota Corolla Cross substituíram os sedãs Toyota Corolla e Chevrolet Cruze, enquanto a Mitsubishi retorna à categoria com o Eclipse Cross.
Atual campeão, Gabriel Casagrande defende seu título de pilotos. A TMG Racing defende seu título de construtores.

## Calendário
O calendário para a temporada de 2025 foi revelado em 16 de janeiro de 2025, prevendo 12 rodadas com uma corrida "sprint" e "principal" cada, totalizando 24 corridas.
| Rodada | Circuito (Evento)                                                | Datas             |
| ------ | ---------------------------------------------------------------- | ----------------- |
| 1      | Autódromo José Carlos Pace São Paulo, São Paulo                  | 3–4 de maio       |
| 2      | Autódromo Internacional de Cascavel Cascavel, Paraná             | 24–25 de maio     |
| 3      | Velopark Nova Santa Rita, Rio Grande do Sul                      | 7–8 de junho      |
| 4      | Autódromo Velo Città Mogi Guaçu, São Paulo                       | 19–20 de julho    |
| 5      | Circuito dos Cristais Curvelo, Minas Gerais                      | 16–17 de agosto   |
| 6      | Autódromo Internacional de Cascavel Cascavel, Paraná             | 6–7 de setembro   |
| 7      | Autódromo Velo Città Mogi Guaçu, São Paulo                       | 27–28 de setembro |
| 8      | Autódromo Velo Città Mogi Guaçu, São Paulo                       | 4–5 de outubro    |
| 9      | Velopark Nova Santa Rita, Rio Grande do Sul                      | 25–26 de outubro  |
| 10     | Autódromo Internacional Ayrton Senna Goiânia, Goiás              | 15–16 de novembro |
| 11     | Autódromo Internacional Nelson Piquet Brasília, Distrito Federal | 29–30 de novembro |
| 12     | Autódromo José Carlos Pace (Super Final) São Paulo, São Paulo    | 13–14 de dezembro |

### Mudanças no calendário
- A etapa de abertura em Interlagos enfrentou diversas modificações: as primeiras sessões de treinos foram canceladas, assim como a corrida sprint do sábado. Foi realizado um único treino livre de 1h30 na sexta, outra sessão de 50 minutos e o treino classificatório no sábado, e no domingo, foi realizada apenas a corrida principal. As mudanças ocorreram por conta de problemas com os SUVs, com diversas equipes enfrentando dificuldades para conseguir peças à tempo da corrida.[10]
- A etapa do Velo Città, que seria a quarta rodada e realizar-se-ia entre os dias 28 e 29 de junho, foi adiada para 28 de setembro. A justificativa foi a necessidade das equipes de tempo extra para fazer mais treinamentos e ajustes em seus carros, que vinham enfrentando diversas falhas mecânicas durante as provas.[11]
- Em 8 de julho de 2025, foi anunciado o cancelamento da etapa de Belo Horizonte, com a categoria alegando que seria inviável montar a estrutura dentro do prazo, por causa das incompatibilidades com os eventos realizados no Mineirão, que fica no percurso do circuito de rua.[12] Além disso, o Ministério Público Federal entrou com uma ação para suspender as vendas do ingresso do evento por conta da incompatibilidade com a legislação ambiental.[13]
- Para a vaga de Belo Horizonte, a Vicar tinha escolhido antecipar a segunda rodada de Cascavel para os dias 16 e 17 de agosto, com o Velopark sediando a rodada que aconteceria na cidade paranaense nos dias 6 e 7 de setembro.[14] Mas em 12 de julho, a organização optou por trazer de volta a etapa de Curvelo, que estava ausente da categoria desde 2017. A etapa, sediada no Circuito dos Cristais, passa a ser a quinta rodada, com Cascavel voltando a ser palco da sexta rodada, anteriormente realocada para o Velopark.[15]

## Equipes e Pilotos
| Grid do campeonato    | Grid do campeonato       | Grid do campeonato | Grid do campeonato     | Grid do campeonato |
| Equipe                | Carro                    | Nº.                | Pilotos                | Rodadas            |
| --------------------- | ------------------------ | ------------------ | ---------------------- | ------------------ |
| Scuderia Chiarelli    | Chevrolet Tracker        | 00                 | Cacá Bueno             | 1–4                |
| Scuderia Chiarelli    | Chevrolet Tracker        | 95                 | Lucas Kohl             | 1–4                |
| Crown Racing          | Toyota Corolla Cross     | 4                  | Júlio Campos           | 1–4                |
| Crown Racing          | Toyota Corolla Cross     | 81                 | Arthur Leist           | 1–4                |
| TMG Racing            | Chevrolet Tracker        | 8                  | Rafael Suzuki          | 1–4                |
| TMG Racing            | Chevrolet Tracker        | 19                 | Felipe Massa           | 1–4                |
| Eurofarma RC          | Mitsubishi Eclipse Cross | 11                 | Gaetano di Mauro       | 1–4                |
| Eurofarma RC          | Mitsubishi Eclipse Cross | 88                 | Felipe Fraga           | 1–4                |
| RCM Motorsport        | Mitsubishi Eclipse Cross | 44                 | Bruno Baptista         | 1–4                |
| RCM Motorsport        | Mitsubishi Eclipse Cross | 10                 | Ricardo Zonta          | 1–4                |
| A.Mattheis Vogel      | Chevrolet Tracker        | 12                 | Lucas Foresti          | 1–4                |
| A.Mattheis Vogel      | Chevrolet Tracker        | 83                 | Gabriel Casagrande     | 1–4                |
| Blau Motorsports      | Mitsubishi Eclipse Cross | 18                 | Allam Khodair          | 1–4                |
| Blau Motorsports      | Mitsubishi Eclipse Cross | 29                 | Daniel Serra           | 1–4                |
| Scuderia Bandeiras    | Chevrolet Tracker        | 28                 | Enzo Elias             | 1–4                |
| Scuderia Bandeiras    | Chevrolet Tracker        | 51                 | Átila Abreu            | 1–4                |
| Scuderia Bandeiras    | Mitsubishi Eclipse Cross | 33                 | Nelson Piquet Jr.      | 1–4                |
| Scuderia Bandeiras    | Mitsubishi Eclipse Cross | 43                 | Vicente Orige          | 1–4                |
| Cavaleiro Valda       | Chevrolet Tracker        | 85                 | Guilherme Salas        | 1–4                |
| Cavaleiro Valda       | Chevrolet Tracker        | 90                 | Ricardo Maurício       | 1–4                |
| Cavaleiro/Full Time   | Toyota Corolla Cross     | 5                  | Denis Navarro          | 1–4                |
| Cavaleiro/Full Time   | Toyota Corolla Cross     | 111                | Rubens Barrichello     | 1–4                |
| Full Time Sports      | Toyota Corolla Cross     | 7                  | João Paulo de Oliveira | 1–4                |
| Full Time Sports      | Toyota Corolla Cross     | 9                  | Arthur Gama            | 1–4                |
| Ipiranga Racing       | Toyota Corolla Cross     | 21                 | Thiago Camilo          | 1–4                |
| Ipiranga Racing       | Toyota Corolla Cross     | 30                 | César Ramos            | 1–4                |
| Car Racing Sterling   | Toyota Corolla Cross     | 301                | Rafa Reis              | 1–4                |
| Car Racing Sterling   | Toyota Corolla Cross     | 38                 | Zezinho Muggiati       | 1–4                |
| Car Racing KTF        | Mitsubishi Eclipse Cross | 101                | Gianluca Petecof       | 1–4                |
| Car Racing KTF        | Mitsubishi Eclipse Cross | 121                | Felipe Baptista        | 1–4                |
| RTR Sport Team        | Chevrolet Tracker        | 6                  | Hélio Castroneves      | 1                  |
| A.Mattheis Motorsport | Chevrolet Tracker        | 6                  | Hélio Castroneves      | 3–4                |

Mudanças na equipe: A Scuderia Bandeiras, nova equipe criada por Átila Abreu, fará sua estreia na temporada de 2025. O plano original era correr com dois carros na temporada, mas mudou para quatro depois de ocupar o lugar de Woking Garra, que deixou a Stock Car Pro Series após 2024.
A Full Time Sports e a Cavaleiro Sports contarão com três carros cada. Para seguir a regra de dois carros por equipe, eles se fundirão para formar uma nova equipe chamada Full Time/Cavaleiro, onde cada uma correrá separadamente com sua inscrição adicional.
Após a R. Mattheis deixar a categoria, seu principal patrocinador, Blau Farmacêutica, mudou para a Pole Motorsports, por isso a equipe será conhecida como Blau Motorsport.
A RTR Sport Team, equipe de Ribeirão Preto que faz parte do grid da Stock Light desde 2023, se juntou ao grid da Pro Series. Mas acabou participando apenas da primeira rodada em Interlagos. Seu único piloto, Hélio Castroneves, se juntou à A.Mattheis Motorsport a partir da terceira rodada.

## Resultados e classificações

### Resumo da temporada
| Rodada | Rodada | Circuito   | Data              | Pole Position    | Volta mais rápida | Piloto vencedor   | Equipe vencedora   |
| ------ | ------ | ---------- | ----------------- | ---------------- | ----------------- | ----------------- | ------------------ |
| 1      | R1     | Interlagos | 4 de maio         | Felipe Fraga     | Gaetano di Mauro  | Felipe Fraga      | Eurofarma RC       |
| 2      | R1     | Cascavel   | 24–25 de maio     | Rafael Suzuki    | Enzo Elias        | Gianluca Petecof  | Car Racing KTF     |
| 2      | R2     | Cascavel   | 24–25 de maio     | Felipe Fraga     | Allam Khodair     | Allam Khodair     | Blau Motorsports   |
| 3      | R1     | Velopark   | 7–8 de junho      | Ricardo Maurício | Gaetano di Mauro  | Gaetano di Mauro  | Eurofarma RC       |
| 3      | R2     | Velopark   | 7–8 de junho      | Guilherme Salas  | Guilherme Salas   | Guilherme Salas   | Cavaleiro Valda    |
| 4      | R1     | Velo Città | 19–20 de julho    | Enzo Elias       | Enzo Elias        | Enzo Elias        | Scuderia Bandeiras |
| 4      | R2     | Velo Città | 19–20 de julho    | Felipe Baptista  | Gaetano di Mauro  | Nelson Piquet Jr. | Scuderia Bandeiras |
| 5      | R1     | Curvelo    | 16–17 de agosto   |                  |                   |                   |                    |
| 5      | R2     | Curvelo    | 16–17 de agosto   |                  |                   |                   |                    |
| 6      | R1     | Cascavel   | 6–7 de setembro   |                  |                   |                   |                    |
| 6      | R2     | Cascavel   | 6–7 de setembro   |                  |                   |                   |                    |
| 7      | R1     | Velo Città | 27–28 de setembro |                  |                   |                   |                    |
| 7      | R2     | Velo Città | 27–28 de setembro |                  |                   |                   |                    |
| 8      | R1     | Velo Città | 4–5 de outubro    |                  |                   |                   |                    |
| 8      | R2     | Velo Città | 4–5 de outubro    |                  |                   |                   |                    |
| 9      | R1     | Velopark   | 25–26 de outubro  |                  |                   |                   |                    |
| 9      | R2     | Velopark   | 25–26 de outubro  |                  |                   |                   |                    |
| 10     | R1     | Goiânia    | 15–16 de novembro |                  |                   |                   |                    |
| 10     | R2     | Goiânia    | 15–16 de novembro |                  |                   |                   |                    |
| 11     | R1     | Brasília   | 29–30 de novembro |                  |                   |                   |                    |
| 11     | R2     | Brasília   | 29–30 de novembro |                  |                   |                   |                    |
| 12     | R1     | Interlagos | 13–14 de dezembro |                  |                   |                   |                    |
| 12     | R2     | Interlagos | 13–14 de dezembro |                  |                   |                   |                    |

### Classificação do campeonato

#### Sistema de pontuação
Pontos são concedidos em cada corrida de um evento ao(s) piloto(s) de um carro que completou pelo menos 75% da distância da corrida e estava presente no final da mesma. Antes da última rodada, os dois piores resultados são descartados. Corridas em que um piloto foi desclassificado não podem ser descartadas. A primeira corrida de cada evento é realizada com o grid dos doze primeiros colocados parcialmente invertido.
| Formato de pontos | Posição | Posição | Posição | Posição | Posição | Posição | Posição | Posição | Posição | Posição | Posição | Posição | Posição | Posição | Posição | Posição | Posição | Posição | Posição | Posição | Posição | Posição | Posição | Posição | Posição | Posição | Posição | Posição | Posição | Posição | Posição |
| Formato de pontos | 1º      | 2º      | 3º      | 4º      | 5º      | 6º      | 7º      | 8º      | 9º      | 10º     | 11º     | 12º     | 13º     | 14º     | 15º     | 16º     | 17º     | 18º     | 19º     | 20º     | 21º     | 22º     | 23º     | 24º     | 25º     | 26º     | 27º     | 28º     | 29º     | 30º     | Pole    |
| ----------------- | ------- | ------- | ------- | ------- | ------- | ------- | ------- | ------- | ------- | ------- | ------- | ------- | ------- | ------- | ------- | ------- | ------- | ------- | ------- | ------- | ------- | ------- | ------- | ------- | ------- | ------- | ------- | ------- | ------- | ------- | ------- |
| Corrida sprint    | 55      | 50      | 46      | 42      | 38      | 36      | 34      | 32      | 30      | 28      | 26      | 24      | 22      | 20      | 18      | 16      | 14      | 13      | 12      | 11      | 10      | 9       | 8       | 7       | 6       | 5       | 4       | 3       | 2       | 1       | 2       |
| Corrida principal | 80      | 74      | 69      | 64      | 59      | 55      | 51      | 47      | 43      | 40      | 37      | 34      | 31      | 28      | 25      | 22      | 19      | 17      | 15      | 13      | 12      | 11      | 10      | 9       | 8       | 7       | 6       | 5       | 4       | 3       | 2       |
| Primeira rodada   | 15      | 14      | 13      | 12      | 11      | 10      | 9       | 8       | 7       | 6       | 5       | 4       | 3       | 2       | 1       | 0       | 0       | 0       | 0       | 0       | 0       | 0       | 0       | 0       | 0       | 0       | 0       | 0       | 0       | 0       | 2       |

Devido ao atraso na entrega do novo carro para as equipes, além da falta de peças de reposição, o promotor da Stock Car Pro Series decidiu realizar apenas uma corrida na primeira etapa do campeonato, com um sistema de pontuação especial, com o intuito de dar às equipes mais tempo livre para que as equipes e os pilotos pudessem treinar durante o final de semana.

#### Campeonato de pilotos
| Pos. | Piloto                 | INT1 | CSC1 | CSC1 | VEL1 | VEL1 | MGG1 | MGG1 | CUR | CUR | CSC2 | CSC2 | MGG2 | MGG2 | MGG3 | MGG3 | VEL2 | VEL2 | GOI | GOI | BRA | BRA | INT2 | INT2 | Pts. |
| Pos. | Piloto                 | P    | S    | P    | S    | P    | S    | P    | S   | P   | S    | P    | S    | P    | S    | P    | S    | P    | S   | P   | S   | P   | S    | P    | Pts. |
| ---- | ---------------------- | ---- | ---- | ---- | ---- | ---- | ---- | ---- | --- | --- | ---- | ---- | ---- | ---- | ---- | ---- | ---- | ---- | --- | --- | --- | --- | ---- | ---- | ---- |
| 1    | Gaetano di Mauro       | 2    | 2    | Ret  | 1    | 5    | 4    | 2    |     |     |      |      |      |      |      |      |      |      |     |     |     |     |      |      | 294  |
| 2    | Guilherme Salas        | 3    | 3    | 4    | 5    | 1    | 22   | Ret  |     |     |      |      |      |      |      |      |      |      |     |     |     |     |      |      | 252  |
| 3    | Felipe Fraga           | 1    | 7    | 2    | Ret  | 17   | 7    | 4    |     |     |      |      |      |      |      |      |      |      |     |     |     |     |      |      | 244  |
| 4    | Felipe Baptista        | 4    | 8    | 5    | 16   | 14   | 2    | 9    |     |     |      |      |      |      |      |      |      |      |     |     |     |     |      |      | 236  |
| 5    | Arthur Leist           | 17   | Ret  | 21   | 3    | 6    | 5    | 3    |     |     |      |      |      |      |      |      |      |      |     |     |     |     |      |      | 220  |
| 6    | Nelson Piquet Jr.      | Ret  | 5    | 15   | 6    | 10   | 23   | 1    |     |     |      |      |      |      |      |      |      |      |     |     |     |     |      |      | 216  |
| 7    | César Ramos            | 11   | 27   | 7    | 2    | 8    | 3    | 25   |     |     |      |      |      |      |      |      |      |      |     |     |     |     |      |      | 209  |
| 8    | Enzo Elias             | 21   | 11   | 13   | 12   | 22   | 1    | 5    |     |     |      |      |      |      |      |      |      |      |     |     |     |     |      |      | 206  |
| 9    | Gianluca Petecof       | 24   | 1    | 6    | 9    | 13   | 14   | Ret  |     |     |      |      |      |      |      |      |      |      |     |     |     |     |      |      | 194  |
| 10   | Rubens Barrichello     | 10   | 9    | 12   | 14   | 12   | 26   | 8    |     |     |      |      |      |      |      |      |      |      |     |     |     |     |      |      | 179  |
| 11   | Allam Khodair          | 20   | 24   | 1    | Ret  | 7    | 24   | 14   |     |     |      |      |      |      |      |      |      |      |     |     |     |     |      |      | 173  |
| 12   | Júlio Campos           | Ret  | 14   | Ret  | 4    | 2    | 17   | 23   |     |     |      |      |      |      |      |      |      |      |     |     |     |     |      |      | 160  |
| 13   | Cacá Bueno             | Ret  | 12   | 23   | 15   | 4    | 15   | 15   |     |     |      |      |      |      |      |      |      |      |     |     |     |     |      |      | 159  |
| 14   | Lucas Foresti          | 5    | 17   | 18   | 7    | Ret  | 12   | 6    |     |     |      |      |      |      |      |      |      |      |     |     |     |     |      |      | 155  |
| 15   | Rafael Suzuki          | 9    | 18   | 24   | 21   | 3    | 28   | 10   |     |     |      |      |      |      |      |      |      |      |     |     |     |     |      |      | 151  |
| 16   | Thiago Camilo          | 22   | 15   | 8    | 10   | 26   | Ret  | 7    |     |     |      |      |      |      |      |      |      |      |     |     |     |     |      |      | 151  |
| 17   | Daniel Serra           | 23   | 25   | 3    | Ret  | 18   | 16   | 11   |     |     |      |      |      |      |      |      |      |      |     |     |     |     |      |      | 145  |
| 18   | João Paulo de Oliveira | 13   | 26   | 16   | 11   | 9    | 29   | 12   |     |     |      |      |      |      |      |      |      |      |     |     |     |     |      |      | 135  |
| 19   | Ricardo Maurício       | 6    | 13   | 11   | 22   | 27   | 11   | 18   |     |     |      |      |      |      |      |      |      |      |     |     |     |     |      |      | 127  |
| 20   | Gabriel Casagrande     | Ret  | 4    | 10   | DNS  | 24   | 9    | 20   |     |     |      |      |      |      |      |      |      |      |     |     |     |     |      |      | 126  |
| 21   | Zezinho Muggiati       | 18   | 6    | 14   | Ret  | 19   | 18   | 14   |     |     |      |      |      |      |      |      |      |      |     |     |     |     |      |      | 122  |
| 22   | Denis Navarro          | 7    | 10   | 17   | Ret  | Ret  | 10   | 16   |     |     |      |      |      |      |      |      |      |      |     |     |     |     |      |      | 106  |
| 23   | Ricardo Zonta          | 12   | Ret  | 9    | 20   | 25   | 27   | 17   |     |     |      |      |      |      |      |      |      |      |     |     |     |     |      |      | 89   |
| 24   | Lucas Kohl             | 14   | 22   | Ret  | 13   | 16   | 20   | 19   |     |     |      |      |      |      |      |      |      |      |     |     |     |     |      |      | 87   |
| 25   | Átila Abreu            | 16   | 23   | Ret  | DNS  | 11   | 8    | Ret  |     |     |      |      |      |      |      |      |      |      |     |     |     |     |      |      | 80   |
| 26   | Vicente Orige          | 19   | 19   | 20   | Ret  | 15   | 21   | 21   |     |     |      |      |      |      |      |      |      |      |     |     |     |     |      |      | 78   |
| 27   | Arthur Gama            | Ret  | 21   | 19   | 18   | Ret  | 13   | 22   |     |     |      |      |      |      |      |      |      |      |     |     |     |     |      |      | 71   |
| 28   | Rafael Reis            | Ret  | 20   | Ret  | 8    | 20   | 19   | Ret  |     |     |      |      |      |      |      |      |      |      |     |     |     |     |      |      | 68   |
| 29   | Felipe Massa           | Ret  | 16   | 22   | Ret  | Ret  | 6    | Ret  |     |     |      |      |      |      |      |      |      |      |     |     |     |     |      |      | 63   |
| 30   | Bruno Baptista         | 8    | 28   | Ret  | 19   | 21   | Ret  | 24   |     |     |      |      |      |      |      |      |      |      |     |     |     |     |      |      | 44   |
| 31   | Hélio Castroneves      | 15   |      |      | 17   | 23   | 25   | Ret  |     |     |      |      |      |      |      |      |      |      |     |     |     |     |      |      | 31   |

#### Campeonato de equipes
No Campeonato de Equipes, os pontos são concedidos como a combinação dos pontos feitos pelos pilotos da equipe durante todo o fim de semana.
| Pos. | Equipe                    | Pts. |
| ---- | ------------------------- | ---- |
| 1    | Cavaleiro Valda           | 327  |
| 2    | Eurofarma RC              | 324  |
| 3    | CAR Racing KTF            | 315  |
| 4    | Ipiranga Racing           | 257  |
| 5    | Crown Racing              | 249  |
| 6    | Blau Motorsport           | 230  |
| 7    | Scuderia Bandeiras Sports | 184  |
| 8    | Full Time Cavaleiro       | 183  |
| 9    | Scuderia Chiarelli        | 177  |
| 10   | A.Mattheis Vogel          | 159  |
| 11   | Scuderia Bandeiras        | 140  |
| 12   | CAR Racing Sterling       | 137  |
| 13   | Full Time Gazoo Racing    | 137  |
| 14   | TMG Racing                | 135  |
| 15   | RCM Motorsport            | 101  |
| 16   | A.Mattheis Motorsport     | 24   |
| 17   | RTR Sport Team            | 1    |

#### Campeonato de fabricantes
No Campeonato de Fabricantes, os pontos são concedidos aos dois pilotos mais bem colocados de cada fabricante.
| Pos. | Fabricante | Pts. |
| ---- | ---------- | ---- |
| 1    | Mitsubishi | 491  |
| 2    | Chevrolet  | 431  |
| 3    | Toyota     | 406  |

## Transmissão
As etapas da Stock Car Pro Series serão transmitidas pela Band na televisão aberta, pela SporTV na televisão a cabo, e também pela Motorsport.com e pelo canal oficial da categoria no YouTube.

## Links externos
- Sítio oficial (em português brasileiro)